# トゥルー・ロマンス (筋肉少女帯の曲)
『トゥルー・ロマンス』は、筋肉少女帯の12枚目のシングル。1996年3月6日にMCAビクターから発売された。

## 収録曲
1. トゥルー・ロマンス
（作詞：大槻ケンヂ / 作曲：本城聡章, 筋肉少女帯 / 編曲：筋肉少女帯）
ナムコ・ワンダーエッグCF曲。
そのナムコ・ワンダーエッグにて、本曲をモチーフにした同名ミュージカルが上演された。
スカパラホーンズが演奏参加。コーラスとして綾辻行人も参加。綾辻は筋少ファンを公言している。
2. リミックス・リルカの葬列
（作詞：大槻ケンヂ / 作曲：大槻ケンヂ, 筋肉少女帯 / 編曲：筋肉少女帯）
11枚目のシングル『リルカの葬列』のリミックス版。
3. 散文詩の朗読
（作詞：大槻ケンヂ[1]）